# 奧芬赫厄山
47°47′22″N 13°42′03″E / 47.78933°N 13.70078°E
奧芬赫厄山（德語：Ofenhöhe），是奧地利的山峰，位於該國北部，由上奧地利州負責管轄，屬於赫倫格山的一部分，海拔高度1,565米，每年平均降雨量1,801毫米。